# Miedniki
Miedniki – wieś w Polsce położona w województwie lubelskim, w powiecie hrubieszowskim, w gminie Uchanie.
W latach 1975–1998 miejscowość administracyjnie należała do województwa zamojskiego. 
Wieś stanowi sołectwo gminy Uchanie. Według Narodowego Spisu Powszechnego (III 2011 r.) liczyła 164 mieszkańców i była jedenastą co do wielkości miejscowością gminy.
Wierni Kościoła rzymskokatolickiego należą do parafii św. Stanisława w Teratynie.